# بایکونیک کاسپ

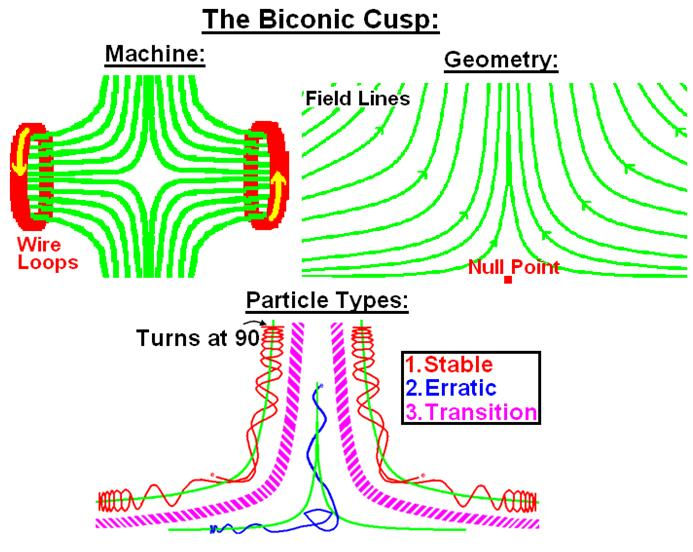
بایکونیک کاسپ

بایکونیک کاسپ (به انگلیسی Biconic cusp) یک روش ابتدایی برای مدلسازی مهار پلاسما بود. این روش‌ها در موسسه علوم ریاضیاتی کورانت در نیویورک توسط هارولد گراد در اواخر دهه ۱۹۵۰ و اوایل دهه ۱۹۶۰ میلادی مطالعه شدند.

## شرح
در این دستگاه میدان مغناطیسی با بکارگیری آهنرباهای الکتریکی نزدیک به هم ساخته می‌شد. این دستگاه یک ساختار تئوری بود که چگونگی مهار پلاسما را به نمایش می‌گذاشت. میدان‌های مغناطیسی با روبروی هم جای دادن دو سیم پیچ آهنربای الکتریکی به وجود می‌آمد، با روبروی هم قرار گرفتن قطب‌های این آهنرباهای الکتریکی در مرکز میدان مغناطیسی نقطه ای خنثی یا فاقد میدان مغناطیسی ایجاد می‌شد، این یک میدان نقطه صفر نامیده می‌شد. دکتر هارولد گراد این دستگاه‌ها را از دیدگاه تئوری بررسی کرد. میدان‌های مغناطیسی در این دستگاه، صفحه ای و متقارن بودند از این رو مدلسازی مهار پلاسما به آسانی صورت می‌گرفت.